# El regalo
El regalo és una pel·lícula xilena estrenada l'any 2008. És una comèdia dirigida per Cristián Galaz i Andrea Ugalde.

## Argument
Francisco (Nelson Villagra), un professor universitari vidu, aclaparat per la solitud i la jubilació decideix suïcidar-se. Però llavors apareixen dos vells amics, Pacheco i Tito, que el convencen d'acompanyar-los a una setmana de viatge per a la tercera edat a les Termes de Chillán. Ela acompanyarà Lucy, novia de joventut de Francisco. En aquest lloc, el professor recuperarà de diferents maneres l'interès per viure i la història que viu aquests dies amb les seus amics li canviarà la vida per sempre a ell, i a tots els altres.

## Repartiment
- Nelson Villagra: Francisco
- Julio Jung: Tito
- Jaime Vadell: Pacheco
- Delfina Guzmán: Carmen
- Gloria Münchmeyer: Lucy
- Héctor Noguera: Nicolás
- Buddy Richard
- Francisco Rodríguez
- Julio Jung Jr.
- Verónica Hodar
- Jorge Aracheta
- Mario Soto
- Oscar Vásquez
- Paula Ruiz
- Verónica Lapostol
- Rodrigo Molina
- Felipe Vera
- Paulina Stuardo

## Premis
Malgrat no haver estat escollida pel Consell de la Cultura i Las Artes per representar Xile en els premis Oscar o Goya 2010, la seva estrena a l'estranger va provocar que fos preseleccionada en 9 categories en els premis Goya 2011, atorgats per l'Acadèmia d'Arts i Ciències Cinematogràfiques d'Espanya.
- Mejor Jurado Joven al Millor llargmetratge Nacional, Festival Internacional de Cine de Viña del Mar, Xile, 2008[4]
- Premi de la Premsa Especialitzada al Millor llargmetratge Nacional, Festival Internacional de Cine de Viña del Mar, Xile, 2008
- Premi del Público a la Millor Pel·lícula Nacional, Festival Internacional de Cine de Viña del Mar, Xile, 2008